# Nazitysklands kollaps

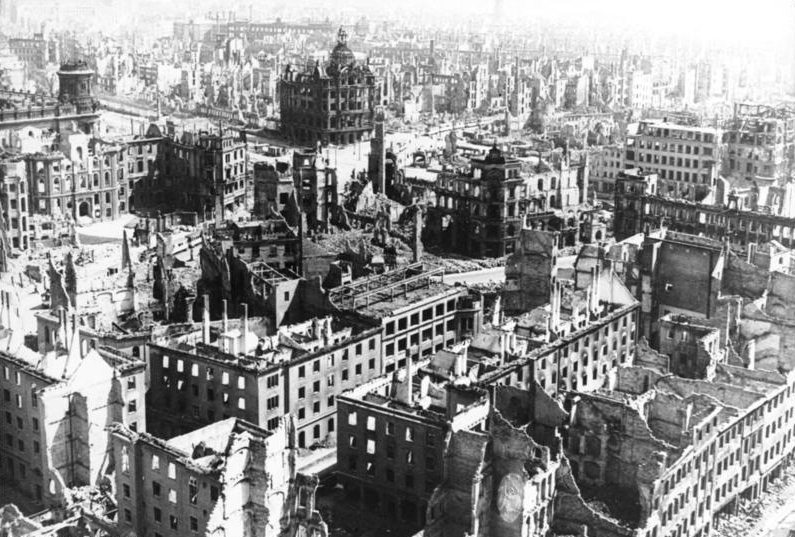
Det sönderbombade Dresden år 1945.

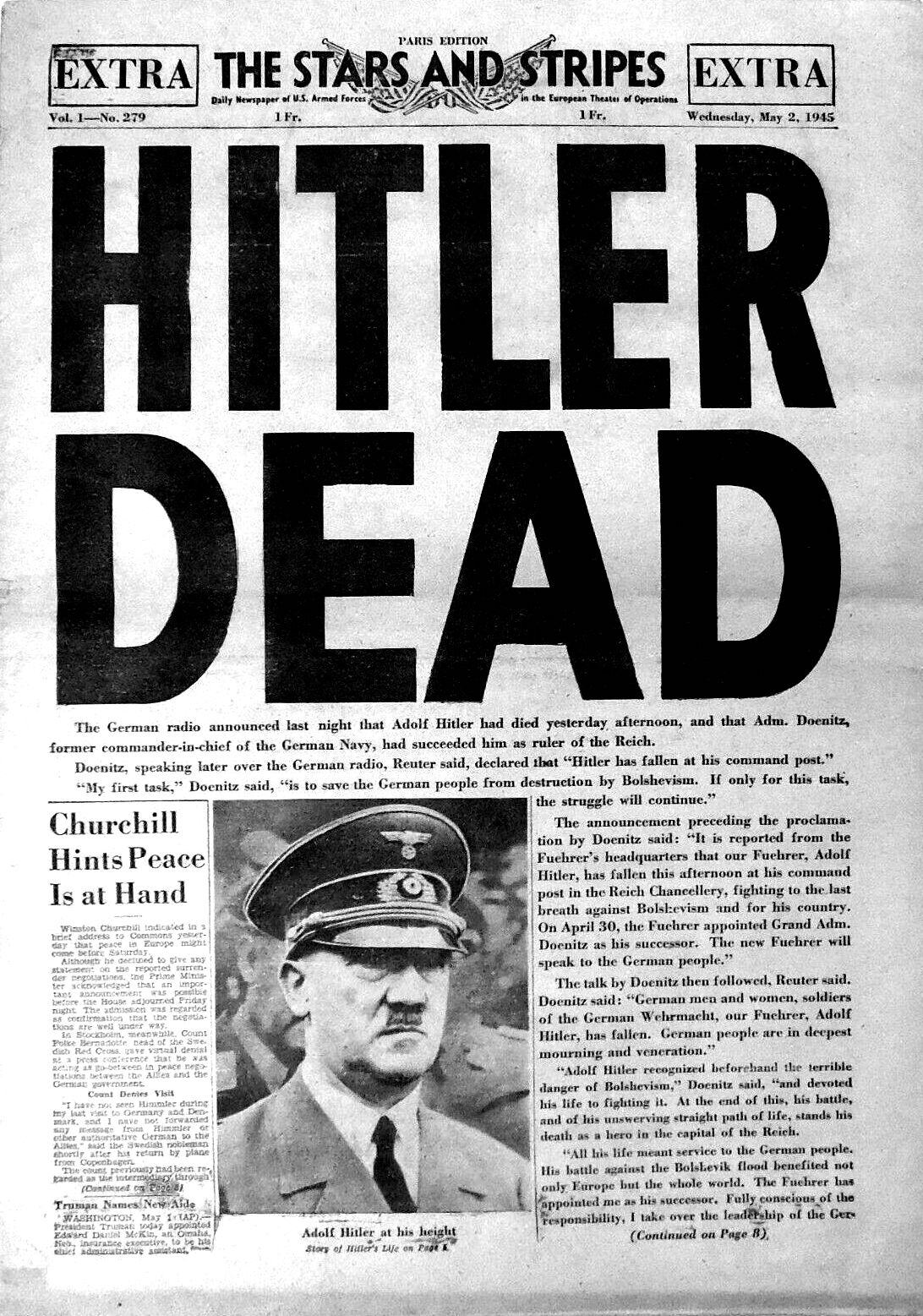
Nyheten om Adolf Hitlers död.

Nazitysklands kollaps avser händelserna i slutet av andra världskriget våren 1945, när Nazityskland besegrades. Sovjetiska trupper österifrån mötte amerikanska trupper vid Torgau vid Elbe den 27 april och Adolf Hitler begick självmord den 30 april. Nazityskland kapitulerade den 7 maj och Hitlers efterträdare Karl Dönitz avsattes av de allierade den 23 maj 1945.

## Beskrivning
I början av år 1945 var det sönderbombade Tysklands alla reservstyrkor förbrukade. Ardenneroffensiven från december 1944 till januari 1945 hade misslyckats och det enda Adolf Hitler kunde hoppas på var en total brytning mellan Sovjetunionen och de allierade. Något sådant inträffade emellertid inte och då villkorslös kapitulation (något de allierade krävde) inte fanns i diktatorns föreställningsvärld var Tyskland dömt till ett totalt nederlag. 
Medan Sovjetunionen satte igång en gigantisk offensiv, Wisła-Oder-operationen, på östfronten den 12 januari 1945, förberedde britter och amerikaner en invasion av det tyska riket från väster. Under tiden fortsatte bomberna att fällas över Tyskland. De tyska städerna var nu nästan försvarslösa inför de amerikanska och brittiska bombarmadorna. När kriget var slut var i stort sett samtliga tyska storstäder helt sönderbombade. Trots den enorma förödelse som de allierades bomboffensiv orsakade, med enormt lidande för civilbefolkningen och ett desperat läge för stridskrafterna, fortsatte den nazistiska propagandan att tala om "en nära förestående seger" och om nya supervapen som skulle vända krigslyckan. Några sådana vapen dök emellertid aldrig upp även om tyskarna till exempel hade långt framskridna planer på produktion av för den tiden hypermoderna jetdrivna jaktflygplan. Någon produktion i större skala blev det emellertid aldrig.
Under senvintern 1945 kämpade sig britter och amerikaner fram genom Beneluxländerna och i mitten av mars kunde britterna under ledning av Bernard Montgomery och amerikanerna under George S. Patton ta sig över Rhen. De västallierade inledde därmed invasionen av tyskt territorium. Att tyskarna inte hade hunnit spränga alla broar över den stora floden får betecknas som något av ett "mirakel" för de allierade. I månadsskiftet mars/april inneslöts en stor tysk armé vid Ruhrområdet som snabbt kapitulerade. Därmed var det för tyskarna så viktiga (visserligen sönderbombade) industriområdet i allierade händer. Efter det kunde britter och amerikaner rycka fram ganska snabbt; motståndet var nu synnerligen oorganiserat. Den 12 april hade amerikanerna nått Elbe vid Magdeburg. Amerikanska och ryska soldater möttes första gången vid Torgau vid Elbe den 27 april. 
Adolf Hitler begick självmord den 30 april efter att ha utsett storamiral Karl Dönitz till sin efterträdare, varpå tyskarna kapitulerade på samtliga fronter den kommande veckan. Den 2 maj kapitulerade huvudstaden Berlin inför överlägsna ryska styrkor. Den följdes av kapitulation i Italien samma dag och Nordtyskland den 4 maj. Den slutliga kapitulationen på samtliga fronter ägde rum den 7 maj i de västallierades överbefälhavare Dwight D. Eisenhowers högkvarter i Reims och undertecknades av bland andra generalöverste Alfred Jodl. Inför de sovjetiska styrkorna undertecknades ytterligare en kapitulation av generalfältmarskalk Wilhelm Keitel (trots ryska representanter hos Eisenhower) dagen därpå. Tredje riket upphörde att existera när Dönitz avsattes den 23 maj 1945.